# 15376 Marták
15376 Marták là một tiểu hành tinh vành đai chính với chu kỳ quỹ đạo là 2860.5039493 ngày (7.83 năm).
Nó được phát hiện ngày 1 tháng 2 năm 1997.